# وی‌اف کورپوریشن
وی‌اف کورپوریشن (انگلیسی: VF Corporation) شرکت پوشاک آمریکایی است، که در زمینه تولید انواع لباس‌های جین، اسپرت و کلاسیک، انواع کفش، ساعت و عینک فعالیت می‌نماید.
این شرکت در سال ۱۸۹۹ توسط والری جی فوتسو، امل جومنا، رابرت بفیدی و ولنتاین جی راه‌اندازی شد و اکنون مالک برندهایی چون تیمبرلند، لی، رنگلر، است‌پارک، ونس، مجستیک اتلتیک، ناتیکا و جان‌اسپورت می‌باشد.
دفتر مرکزی این شرکت در شهر گرینزبورو، کارولینای شمالی، ایالات متحده آمریکا قرار دارد و بخشی از سهام آن در بازار بورس نیویورک معامله می‌شود.